# Ximena Navarrete
Ximena Navarrete Rosete (Guadalajara, 22 febbraio 1988) è una modella messicana, incoronata Miss Universo 2010.

## Biografia
Nata e cresciuta a Guadalajara, capitale del Jalisco, Ximena Navarrete è la prima figlia di Carlos Navarrete, dentista e Gabriela Rosete. All'età di sedici anni inizia a lavorare come modella.
Il 16 luglio 2009 vince il titolo Nuestra Belleza Jalisco, che le dà la possibilità di partecipare al concorso nazionale Nuestra Belleza México come rappresentante del Jalisco. La notte del 20 settembre 2009 la Navarrete viene incoronata Nuestra Belleza México.
Il 23 agosto 2010, Jimena Navarrete è stata nominata Miss Universo, diventando la seconda rappresentante del Messico ad ottenere tale ambito riconoscimento, dopo Lupita Jones che vinse l'edizione del 1991. Entrambe sono state incoronate a Las Vegas, Nevada.